# Nikolskoïe
Nikolskoïe (en russe : Никольское) est une ville de l'oblast de Léningrad, en Russie, dans le raïon de Tosno. Sa population s'élevait à 20 115 habitants en 2013.

## Géographie
Nikolskoïe est arrosée par la rivière Tosna et se trouve à 40 km au sud-est de Saint-Pétersbourg.

## Histoire
Nikolskoïe a été fondée au début du XVIIIe siècle. Elle accéda au statut de commune urbaine en 1958 et à celui de ville en 1990.

## Population
Recensements (*) ou estimations de la population
| 1838 | 1862 | 1885 | 1897* | 1959* | 1970* |
| ---- | ---- | ---- | ----- | ----- | ----- |
| 715  | 859  | 942  | 1 180 | 6 436 | 9 458 |

| 1979*  | 1989*  | 2002*  | 2010*  | 2012   | 2013   |
| ------ | ------ | ------ | ------ | ------ | ------ |
| 13 160 | 17 215 | 17 306 | 19 280 | 19 574 | 20 115 |

## Économie
La principale entreprise de la ville est l'usine chimique Leningradski zavod Sokol (Ленинградский завод Сокол).